# Університет Нурланду

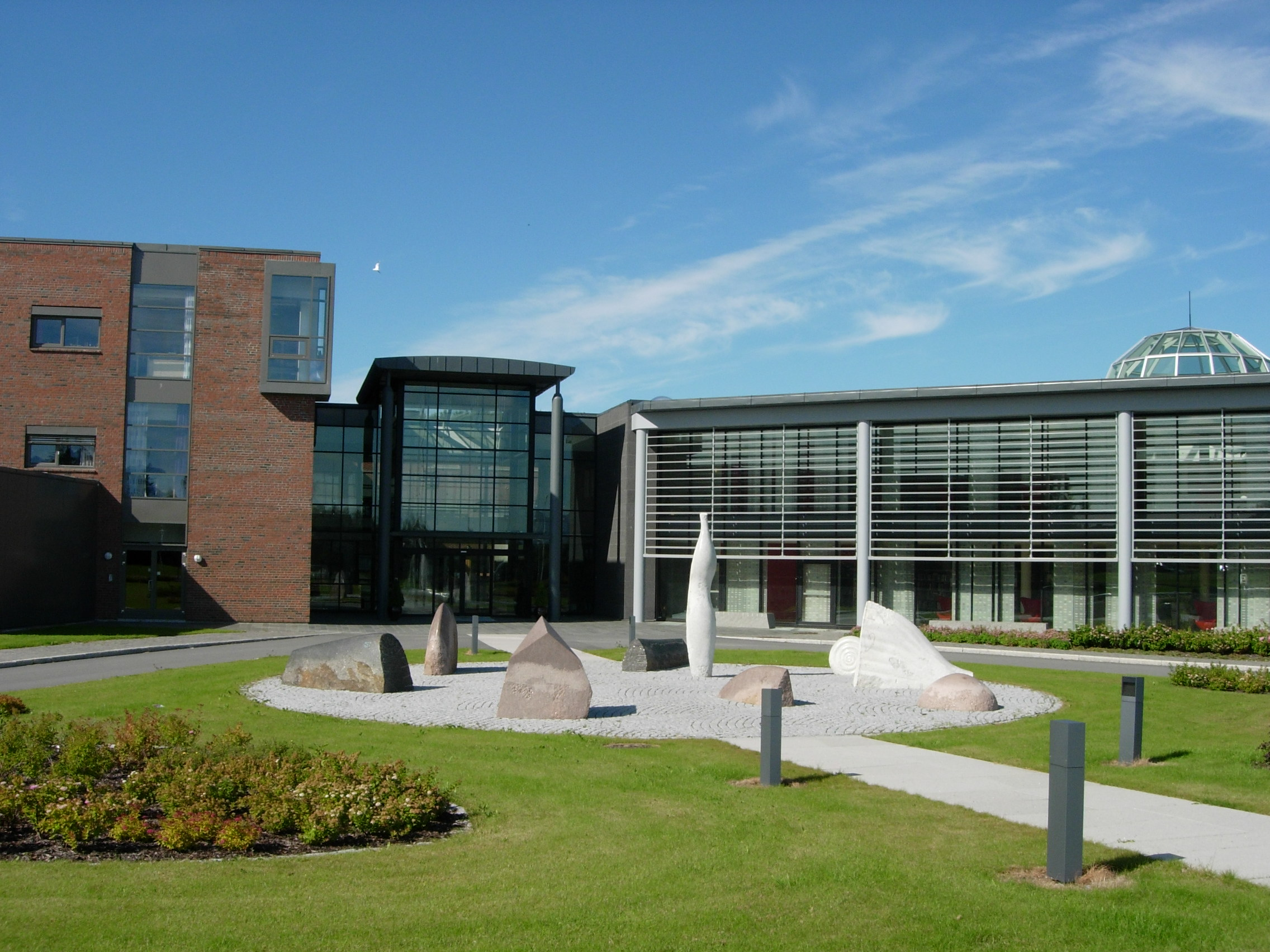
Університет Нордланд
Вища школа бізнесу

Університет Нурланну (UiN) (англ. University of Nordland; англ. Universitetet i Nordland) — вищий навчальний державний заклад із студентськими містечками в Центральній та Північній Норвегії. Центральні приміщення розташовані в м. Буде, фюльке Нурланн. Це восьмий і наймолодший університет Норвегії.

## Історія
Навчальний заклад створений 1994 року під назвою Університетський Коледж у Буде (норв. Bodø University College).
2011 року він набув статусу університету та отримав назву Університет Нурланну. В цьому році налічувалось 5 800 осіб студентів.
1 січня 2016 року відбулося злиття університету і Університетського коледжу в Нур-Трьонделазі та Університетського коледжу в Несні, таким чином утворився Університет Норд. Це сталось після, ініційованою Міністерством освіти і досліджень Норвегії, структурної реформи у вищій освіті і науково-дослідному секторі Норвегії. Ініціатива, названа норв. «Konsentrasjon for kvalitet» («Об'єднання для якості»), була зосереджена на консолідації ресурсів в сфері освіти для меншого числа вищих навчальних закладів та науково-дослідних інститутів.
Університет безпосередньо брав участь в українсько-норвезьких відносинах як у програмах обміну студентами, так і на спільних міждержавних конференціях.

## Факультети (підрозділи)
1. Факультет біонауки і аквакультури
2. Факультет соціальних наук
3. Бізнес-школа
4. Факультет професійної освіти
5. Підрозділ бізнесу, суспільства і природи
6. Підрозділ освіти
7. Підрозділ науки про охорону здоров'я